# 馬込勘解由

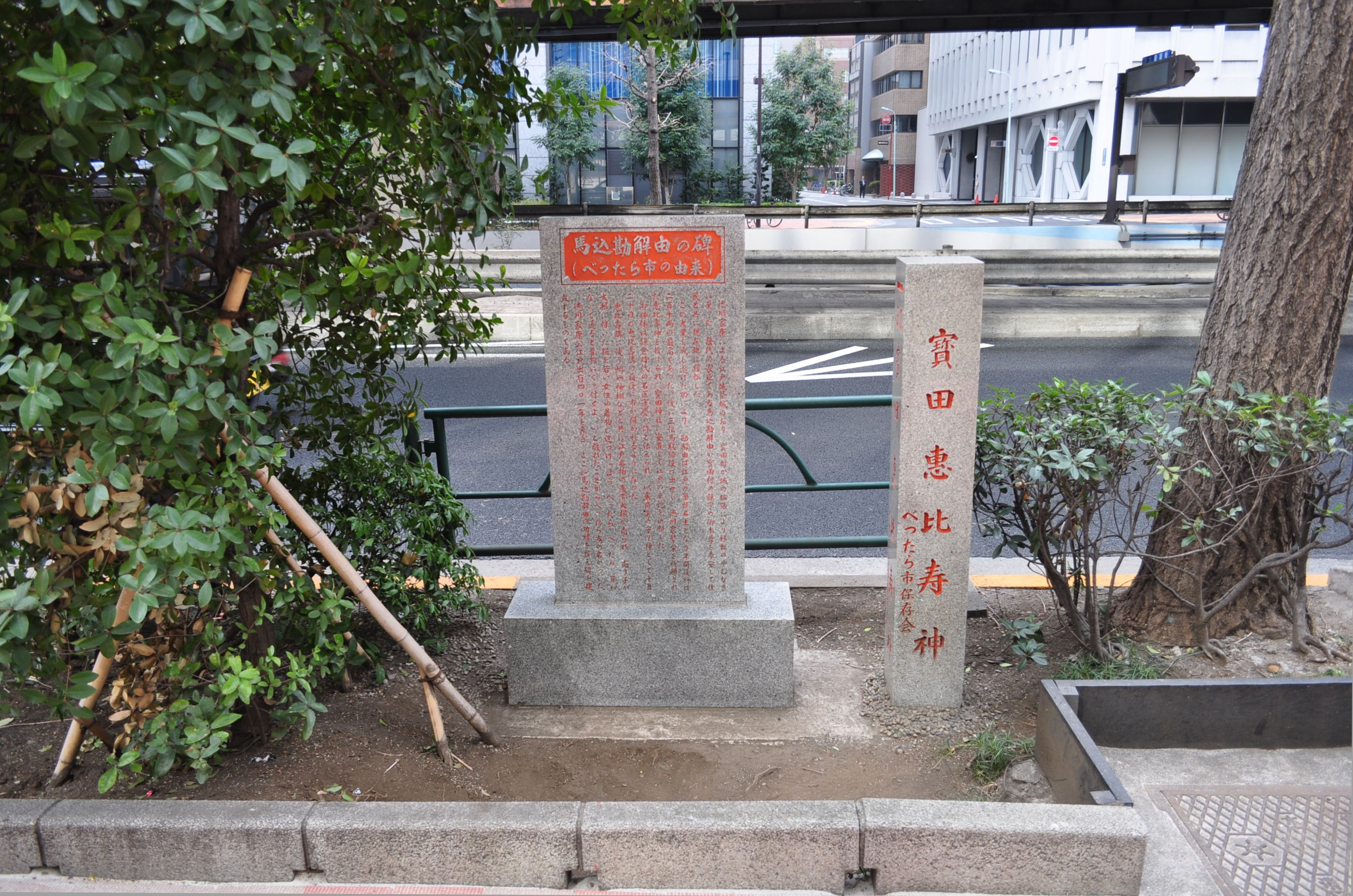
日本橋本町三丁目にある「馬込勘解由」の碑（2018年2月28日撮影）

馬込勘解由（まごめかげゆ）は、日本橋大伝馬町二丁目で代々伝馬役・名主役を務めた馬込家当主が代々名乗った名前。草創名主の中でも筆頭的存在であった。

## 歴史

### 出自
由緒書によれば、初代伊東平左衛門は遠江国敷知郡馬込村（静岡県浜松市中央区中央）の郷士で、幼少より時の領主徳川家康に仕え、兵站を担っていた。天正18年（1590年）家康に連れ立って江戸城に赴き、当初後の呉服橋御門内にあたる宝田村に居住し、伝馬役・名主役を務めた。
慶長11年（1606年）宝田村は郭外の未開発地に移転し、大伝馬町・南伝馬町の両伝馬町が成立、平左衛門は大伝馬町二丁目に移住し、同町の名主を務めた。以前より居住地に因み馬込と呼ばれていたが、元和元年（1615年）、家康が大坂の陣を終え、東海道を帰城の折、平左衛門は浜松宿馬込橋で人足500人と共に迎えに上がった所、歓心を得て、正式に馬込の苗字を賜ったという。
一方、大伝馬町一丁目の木綿問屋川喜田久太夫家に伝わる文書によれば、三河国の土豪佐久間勘解由が、徳川家康に従って川喜田等伊勢国の木綿商人を引き連れて江戸に入り、馬込を名乗ったとするが、これは同じく隣町大伝馬町一丁目で名主・伝馬役を務めた佐久間善八家が退役後、同家と馬込家が混同されたものと考えられる。
当初、芝崎村にあった増上寺学寮心光院を菩提寺としたが、開山の弟子が善徳寺を建立するとその檀家となった。同寺は移転を繰り返し、昭和2年（1927年）からは北区赤羽にあり、馬込家の墓石と本尊が現存する。

### 江戸時代
江戸の名主として最高額の年間212両余の名主役料を得、江戸町奉行新任時には名主の中で最初に御目見するなど、草分名主の中でも筆頭の扱いを受けていた。また、伝馬役を務める際のみ苗字帯刀を許された。当初の支配町域は大伝馬二丁目一町のみであったが、元禄12年（1699年）に同一丁目の名主佐久間善八家が退役してこれを兼併、享保14年（1729年）の時点で大伝馬町一・二丁目、大伝馬塩町、通旅籠町、堀留町一・二丁目、伊勢町の計7町を受け持っており、これが幕末まで続いた。
寛永14年（1637年）の島原の乱で人馬御用を務め、褒美として四谷御門外の空き地を拝領し、四谷伝馬町一～三丁目・新一丁目、四谷塩町一～三丁目が起立した。佐久間善八と共にこれらの名主役を務めるも、屋敷から遠いため、後に現地管理者として下名主を置き、自らは上名主となった。宝永2年（1705年）伝馬役の助成として本町四丁目、神田旅籠町二丁目、浅草新旅籠町二丁目、元柳原町の4ヶ所に拝借屋敷が与えられたが、明和7年（1770年）町奉行所から伝馬役に隅田川三俣（日本橋中洲）の埋立工事を命じられたため、これらを売却して資金に当てた。
寛政の改革において幕府財政再建のため、名主所持地に対する伝馬入用・名主役料の免除が廃止されたが、この負担に応じなかったため、寛政4年（1792年）から享和元年（1801年）まで名主・伝馬役を罷免された。
江戸時代後期には金融業も手がけ、小津屋清左衛門（小津産業）や大丸屋清右衛門（大丸）、支配町の豪商等からの借入金を宇都宮藩戸田家などに貸し与え、利益を得ていた。特に宇都宮藩に関しては、寛政8年（1796年）より藩の財務を委託され、藩士や領民と直接米銭をやり取りしている。文政12年（1829年）から天保12年（1841年）にかけての勘定奉行内藤矩佳の近習役を務めた。

### 明治以降
明治4年（1871年）廃藩置県により戸田家への債権が回収不能となり、大きな打撃を受けた。明治14年（1881年）日本橋区大伝馬町二丁目の屋敷地を清水某に売却し、浅草区に転居した。維新後は東京府での公務から身を引き、旧宇都宮藩士による養蚕業に参画するなど様々な新事業を模索したが、経済状況は改善せず、昭和13年（1938年）東京府に対して一族の困窮を訴え、未収債権の調査を嘆願している。
平成11年（1999年）子孫馬込栄津子所蔵の古文書が東京都江戸東京博物館に「大伝馬町名主馬込家文書」として収蔵された。平成21年（2009年）別の子孫宅で発見された史料がこれに加わった。

## 馬込家の人物

### 歴代当主
1. 馬込平左衛門（？ - ？年9月27日[25]）
美濃国に生まれ、遠江国に移住した[26]。
2. 馬込？（？ - 慶安2年（1649年）9月29日[25]）
出自や名など不詳。後妻を三河大給藩松平家（真次か）より迎えている[27]。
3. 馬込勘解由喜与（？ - 正徳5年（1715年）4月4日[25]）
大給松平家（真次か）の末子[27]。二代目の娘香へ婿入りするが、慶安4年（1651年）には死去し、大伝馬町一丁目名主佐久間善八より嫁を迎える[25]。
4. 馬込勘解由影盛（？ - 正徳2年（1712年）6月19日[25]）
遠江国西ヶ崎村（静岡県袋井市西ケ崎）安間五郎作の次男[28]。喜与の娘鶴へ婿入りする[25]。
5. 馬込勘解由雅珍（？ - 寛保2年（1742年）4月29日[29]）
影盛の長男[29]。日本橋西河岸町の蹴鞠目代蔵田七郎右衛門の養女みよを娶る[30]。
6. 馬込勘解由興承（？ - 明和9年（1772年）9月27日[29]）
武蔵国足立郡佐野新田（東京都足立区佐野）の名主佐野勘蔵の猶子[28]。幼名春亭[29]。雅珍長女以久へ婿入りする[29]。
7. 馬込勘解由忠興（享保18年（1733年） - 寛政10年（1798年）8月8日[29]）
興承の子[29]。多病により壮年で隠居した[31]。
8. 馬込勘解由是承（宝暦4年（1754年） - 文政3年（1820年）6月2日）
矢野大蔵の子[29]。忠興長女理峯（りほ）へ婿入りする[29]。通称は官兵衛、孫三とも[32]。
9. 馬込勘解由惟賢（安永6年（1777年） -天保2年（1831年）9月20日[29]）
是承の長男[29]。通称は平八とも[29]。武蔵国足立郡小針村（埼玉県北足立郡伊奈町旧小針村）の忍藩奥平松平家家来田島新六の嫡女ふみを娶る[33]。
10. 馬込平八郎惟徳（文化5年（1808年） - 天保11年（1840年）4月10日[29]）
惟賢の長男[29]。
11. 馬込惟長（文化11年（1814年）9月19日 - 明治17年（1884年）8月8日[29]）
相模国三浦郡の大庄屋浦島清五郎の次男[34]。初名格[25]。惟賢の末女亀へ婿入りする[29]。当初勘解由、後に彦一郎、明治6年（1873年）より惟長を名乗った[29]。
12. 馬込為一（明治7年（1874年）[35] - ？）
惟長の養子為助の子[36]。為助が兵庫県赴任のため祖父の跡を継いだ[36]。

- 馬込三和
惟長の孫[37]。

### その他の人物
- 松平乗穏 - 興承の子[38]。
- 新井忠兵衛 – 興承の三男[39]。
- 湯本義憲 – 一時期、惟長の養子[40]。
- 馬込為助 – 惟長の養子[41]。

初代勘解由の娘おゆきがウィリアム・アダムスへ嫁いだという話が流布しているが、明治25年（1892年）の菅沼貞風『日本商業史』によって広まったもので、明治より前に遡る史料は確認できない。おゆきの名前は昭和48年（1973年）石一郎の小説『海のサムライ』が初出で、牧野正『青い目のサムライ 三浦按針』やその英訳書によって広まったものである。